# Antoni Jackowski
Antoni Tadeusz Jackowski (ur. 1 czerwca 1935 w Brugii) – polski geograf społeczno-ekonomiczny, specjalista w zakresie geografii turyzmu, geografii religii i historii geografii, Przewodniczący Polskiego Towarzystwa Geograficznego, Honorowy Profesor Uniwersytetu Jagiellońskiego, Doctor Honoris Causa Uniwersytetu Preszowskiego. 

## Życiorys
Pochodzi z wielkopolskiej rodziny ziemiańskiej. Jego ojcem był dyplomata Tadeusz Gustaw Jackowski, matką śpiewaczka Maria z domu Kuczkiewicz. Brat Tadeusz Jackowski jest artystą grafikiem.
Do Polski Antoni Jackowski przyjechał z rodzicami wiosną 1939 r. Miał to być przyjazd na krótko. Zapewne za namową zaprzyjaźnionego z ojcem biskupa częstochowskiego Teodora Kubiny wakacje 1939 rodzice spędzali w Olsztynie koło Częstochowy. Tam zastał ich wybuch wojny i tam spędzili cały okres okupacji niemieckiej. Ponieważ gestapo wydało na ojca wyrok śmierci cała rodzina ukrywała się pod panieńskim nazwiskiem matki. W Olsztynie Antoni Jackowski ukończył trzy klasy szkoły powszechnej, a po jej zlikwidowaniu przez Niemców czwartą klasę odbywał na tajnych kompletach. W l. 1945–1948 mieszkał w Częstochowie, gdzie ukończył szkołę podstawową u braci szkolnych, a następnie rozpoczął naukę w Gimnazjum im. H. Sienkiewicza. Od 1948 mieszka w Krakowie. Po zdaniu matury w IV Liceum Ogólnokształcącym im. Tadeusza Kościuszki w Krakowie w 1953 był zatrudniony (przez rok) jako pracownik fizyczny w krakowskiej Fabryce Supertomasyny "Bonarka". Pracę tę odbywał w ramach tzw. resocjalizacji młodzieży z rodzin „skażonych” ideologicznie. Dopiero po jej zakończeniu i przesłuchaniu przez specjalną komisję uzyskał prawo złożenia papierów na studia w Uniwersytecie Jagiellońskim.
W l. 1954–1959 studiował geografię w Instytucie Geografii Uniwersytetu Jagiellońskiego. Studia ukończył z wyróżnieniem i uzyskał tytuł magistra w zakresie geografii ekonomicznej na podstawie pracy magisterskiej pt. Przemysł szklarski w Polsce. Promotorem był prof. Antoni Wrzosek. W czasie studiów angażował się w działalność Piwnicy pod Baranami i Teatru 38. Występował m.in. w sztuce Bertolta Brechta Karabiny pani Carrar, która zajęła pierwsze miejsce na Festiwalu Teatrów Studenckich w Toruniu (1958).
W l. 1960–1967 pracował w Bibliotece Jagiellońskiej w charakterze bibliotekarza. Wtedy zaczął kształtować się jego warsztat badawczy, który potem systematycznie udoskonalał. W l. 1967–1972 był zatrudniony jako starszy projektant w Pracowni Krakowskiej Zakładu Zagospodarowania Turystycznego GKKFiT. W 1971 na podstawie rozprawy Turystyka jako element gospodarki Podhala. Studium z geografii turyzmu uzyskał stopień doktora nauk geograficznych. Promotorem był prof. Antoni Wrzosek. Od 1 października 1972 do 30 września 2006 pracował w Instytucie Geografii UJ (od 2000 Instytucie Geografii i Gospodarki Przestrzennej UJ) jako adiunkt (1972–1984), docent (1984–1991), profesor nadzwyczajny (1991–1998) i profesor zwyczajny (1998–2006). Stopień doktora habilitowanego nauk geograficznych w zakresie geografii turyzmu uzyskał w 1983 r., tytuł profesora nauk przyrodniczych – 3 marca 1992 r. W l. 2004–2014 prowadził zajęcia w Podhalańskiej PUZ w Nowym Targu. W 1969 zawarł związek małżeński z Danutą Ptaszycką, architektem krajobrazu i geografem.
W biografii Antoniego Jackowskiego wyraźnie zaznacza się okres 1980–1983. Był współzałożycielem NSZZ „Solidarność” w Uniwersytecie Jagiellońskim oraz założycielem związku w Instytucie Geografii UJ. Zasiadał w Prezydium Komisji Zakładowej „Solidarności” w UJ, zajmując się sprawami kultury i programowymi. Po wybuchu stanu wojennego (13 grudnia 1981) pracował w Metropolitarnym Komitecie Pomocy Internowanym i Uwięzionym (1982–1983).

## Działalność naukowa
W oparciu o dominujące tematy badawcze w działalności naukowej Antoniego Jackowskiego można wyróżnić trzy okresy. Od początku l. 60. do końca l. 80. XX w. w badaniach dominowała problematyka związana z geografią turyzmu. Od połowy l. 90. jego praca naukowa koncentrowała się na zagadnieniach związanych z geografią religii i geografią pielgrzymek, po 2005 głównie z historią geografii.
Pierwsze publikacje z zakresu geografii turyzmu opracował na zlecenie Zakładu Zagospodarowania Turystycznego GKKFiT. Była to m.in. opublikowana w l. 1968–1973 siedmiotomowa Bibliografia turystyki polskiej, obejmująca okres od XVI w. do 1972 r. Uczestniczył w opracowaniach planistycznych, m.in. w Planie kierunkowym zagospodarowania turystycznego Polski pod kierownictwem Olafa Rogalewskiego, wydanym w 1971 r. Współpracując z Głównym Urzędem Statystycznym opracował wspólnie z Jadwigą Warszyńską (1925–2011) i Jerzym Bukowskim propozycję metodyczną badań statystycznych w dziedzinie turystyki. Po rozpoczęciu pracy w Instytucie Geografii UJ (1 października 1972) coraz więcej miejsca w jego twórczości naukowej zaczęły zajmować studia o charakterze teoretyczno-metodycznym. Razem z Jadwigą Warszyńską aktywnie włączył się w tworzenie nowej jednostki w Instytucie – Zakładu Geografii Turyzmu (1978). Oboje w l. 70. XX w. wypracowali podstawy polskiej geografii turyzmu, kształtując tzw. szkołę krakowską. Zagadnienia teoretyczne ujęte są najobszerniej w podręczniku pt. Podstawy geografii turyzmu (1978, 1979). Wiele przemyśleń teoretycznych zawierają ponadto prace o tematyce terminologicznej. Studia metodologiczne to przede wszystkim syntezy zmierzające do typologii przestrzennej z zastosowaniem metod statystycznych, głównie koncentracji i taksonomii numerycznej. Temu problemowi poświęcona była również rozprawa habilitacyjna pt. Typologia funkcjonalna miejscowości turystycznych (na przykładzie województwa nowosądeckiego) (1981). Zawiera ona m.in. propozycje metodyczne procedury typologicznej dla tego typu jednostek osadniczych. Było to nowatorskie opracowanie, w którym zaprezentowano w sposób naukowy różnorodność funkcjonalną miejscowości turystycznych. W l. 70. XX w. Antoni Jackowski podjął też studia zmierzające do nakreślenia tradycji badań z zakresu geografii turyzmu w Polsce oraz historii turystyki.
Po 1983 zainteresowania naukowe Antoniego Jackowskiego zaczęły koncentrować się wokół zagadnień związanych z geografią religii, a zwłaszcza z migracjami pielgrzymkowymi – zarówno w skali światowej, jak i krajowej. Interesowały go głównie aspekty historyczno-przestrzenne pielgrzymek oraz ich wpływ na przekształcenia fizjonomiczne i społeczno-ekonomiczne poszczególnych ośrodków kultu religijnego, jak też całych regionów, a nawet krajów. Wyniki swoich badań opublikował m.in. w monografiach: Zarys geografii pielgrzymek (1991) i Pielgrzymki i turystyka religijna w Polsce (1991). W l. 1993–1995 był kierownikiem projektu badawczego KBN pt. Przestrzeń i sacrum. Geografia kultury religijnej w Polsce i jej przemiany w okresie XVII–XX w. na przykładzie ośrodków kultu i migracji pielgrzymkowych, wykonywanego wspólnie z Katolickim Uniwersytetem Lubelskim oraz Zakonem Ojców Paulinów. Było to pierwsze w literaturze polskiej ogólnokrajowe opracowanie o charakterze syntetycznym dotyczące zjawiska pielgrzymowania – w aspekcie czasowym i przestrzennym. Wspólnie z Danutą Ptaszycką-Jackowską uczestniczył w opracowaniu Studium turystycznego Częstochowy w ramach The Phare Transport Study of the Częstochowa City and Region. Efektem tej pracy była książka Jasnogórskie pielgrzymki w przestrzeni miasta i regionu Częstochowy (1998). Jest autorem pierwszej monografii dotyczącej pielgrzymek w Polsce – Pielgrzymowanie (1998, 2004) oraz współautorem monografii Jasna Góra (2001, 2004). Opublikował obszerną monografię pt. Jasnogórskie pielgrzymowanie bez granic (2005). Inicjował opracowania typu encyklopedycznego, m.in. Miejsca święte Rzeczypospolitej. Leksykon (red., 1998), Szlaki pielgrzymkowe Europy. Leksykon (red. z Izabelą Sołjan, 2000). Ważne miejsce w jego badaniach zajmował fenomen pielgrzymowania papieża Jana Pawła II – m.in. Leksykon pielgrzymek Jana Pawła II (red. z Izabelą Sołjan, 2005).
Antoni Jackowski stworzył od podstaw nową w Polsce subdyscyplinę nauk geograficznych – geografię religii. Jego prace z tego zakresu są często cytowane w wydawnictwach zagranicznych. Był w gronie konsultantów Encyklopedii religii wydanej przez Wydawnictwo Naukowe PWN (2000–2003), odpowiedzialnym za dział geografii religii. Podsumowaniem dorobku w tej dziedzinie stała się monografia Religie świata. Szlaki pielgrzymkowe (z Izabelą Sołjan i Elżbietą Bilską-Wodecką, 1999), a potem pierwszy w Polsce i jeden z nielicznych na świecie podręcznik akademicki z geografii religii pt. Święta przestrzeń świata. Podstawy geografii religii (2003). Staraniem Antoniego Jackowskiego w 1994 został powołany w IG UJ Zakład Geografii Religii (drugi w Europie). Był inicjatorem oraz wieloletnim redaktorem periodyku naukowego pt. Peregrinus Cracoviensis, który ukazuje się od 1995 r.
W badaniach dotyczących historii geografii Antoni Jackowski w pierwszej kolejności skoncentrował się na tej problematyce w skali całego kraju, m.in. Historia geografii polskiej (red. ze Stanisławem Liszewskim i Andrzejem Richlingiem, 2008). Stopniowo zakres badań poszerzał się. Zaczęły pojawiać się prace dotyczące życia i działalności wybitnych geografów: Jana Długosza, Wiktora Rudolfa Ormickiego, Wincentego Pola, Jerzego Smoleńskiego, a także rozwoju geografii w Uniwersytecie Jagiellońskim, m.in. obszerne opracowanie pt. Z dziejów geografii na Uniwersytecie Jagiellońskim (XV–XXI wiek) (z Izabelą Sołjan, 2009). Wiele prac wiązało się z dziejami geografii polskiej w latach II wojny światowej, m.in. Pamiętamy... Geografia polska w okresie II wojny światowej (red. z Anną Michno, 2010), Polish Geographical Society 1918–2014 (2014). Kontynuował zapoczątkowane w l. 70. XX w. badania nad działalnością Studium Turyzmu UJ, m.in. monografia pt. Studium Turyzmu Uniwersytetu Jagiellońskiego (1936–1939) i jego rola w rozwoju geografii turyzmu (z Izabelą Sołjan, Elżbietą Bilską-Wodecką i Justyną Liro, 2015). Pod koniec 2011 zainicjował opracowanie wydawnictwa zatytułowanego Geografowie polscy. Słownik biograficzny, którego został współredaktorem.
Dorobek naukowy Antoniego Jackowskiego liczy ponad 450 pozycji, w tym ok. 75 z geografii turyzmu, ok. 160 z geografii religii, ponad 70 z historii geografii. Był redaktorem ok. 50 prac. Opiekował się ponad 400 pracami magisterskimi z geografii i religioznawstwa, ponad 100 pracami licencjackimi, wypromował dziewięciu doktorów, z których trzy osoby są już samodzielnymi pracownikami nauki (Elżbieta Bilska-Wodecka, Lucyna Przybylska, Izabela Sołjan). Ponadto był recenzentem w ok. 10 przewodach doktorskich i habilitacyjnych oraz pięciu o nadanie tytułu naukowego profesora.

## Sprawowane funkcje
- 1964 i nadal – Członek Polskiego Towarzystwa Geograficznego,
- 1973–1993 – Członek korespondent Międzynarodowej Unii Geograficznej, Komisji Geografii Turystyki i Wypoczynku,
- 1977-1993 – Sekretarz Komisji Geografii Turyzmu Polskiego Towarzystwa Geograficznego,
- 1981-1984, 1993-2005 – Członek Senatu Uniwersytetu Jagiellońskiego,
- 1984-2007 – Członek Komitetu Nauk Geograficznych Polskiej Akademii Nauk,
- 1987-1990 – Prodziekan Wydziału Biologii i Nauk o Ziemi UJ ds. studenckich,
- 1987-2001 – Członek Komisji Nauk Geograficznych Oddziału Polskiej Akademii Nauk w Krakowie,
- 1989-1999 – Członek Society of Pilgrimages Studies z siedzibą w Allahabad,
- 1990-1993, 1999-2005 – Dyrektor Instytutu Geografii Uniwersytetu Jagiellońskiego,
- 1991–1993 – Członek Komisji ds. Europejskich Szlaków Kulturowych Rady Europy (Opracowanie szlaków monastycznych i pielgrzymkowych),
- 1993-1997 – Przewodniczący Komisji Geografii Turyzmu Polskiego Towarzystwa Geograficznego,
- 1993-1999 Dziekan Wydziału Biologii i Nauk o Ziemi UJ,
- 1994-2005 Kierownik Zakładu Geografii Religii w Instytucie Geografii Uniwersytetu Jagiellońskiego,
- 1997 i nadal – Członek Papieskiej Międzynarodowej Akademii Mariologicznej w Rzymie (Wyrazem uznania ze strony Jana Pawła II było powołanie Antoniego Jackowskiego do tzw. Misji Papieskiej, reprezentującej papieża podczas Międzynarodowego Kongresu Mariologicznego w Częstochowie w 1996 r.),
- 2002-2005 – Przewodniczący Konferencji Kierowników Geograficznych Jednostek Uczelnianych,
- 2003-2006 – Członek Komitetu Narodowego ds. Współpracy z Międzynarodową Unią Geograficzną,
- 2005-2008 – Członek Konwentu Godności Honorowych Uniwersytetu Jagiellońskiego,
- 2010 i nadal – Członek Komisji Historii Nauki Polskiej Akademii Umiejętności,
- 2011 i nadal – Członek Komisji Geografii Polskiej Akademii Umiejętności,
- 2012-2016, 2016-2020 – Przewodniczący Polskiego Towarzystwa Geograficznego,
- 2017-2018 – Członek Komitetu Narodowych Obchodów Setnej Rocznicy Odzyskania Niepodległości RP.